# Santa Cruz del Norte
Koordinaten: 23° 9′ N, 81° 56′ W

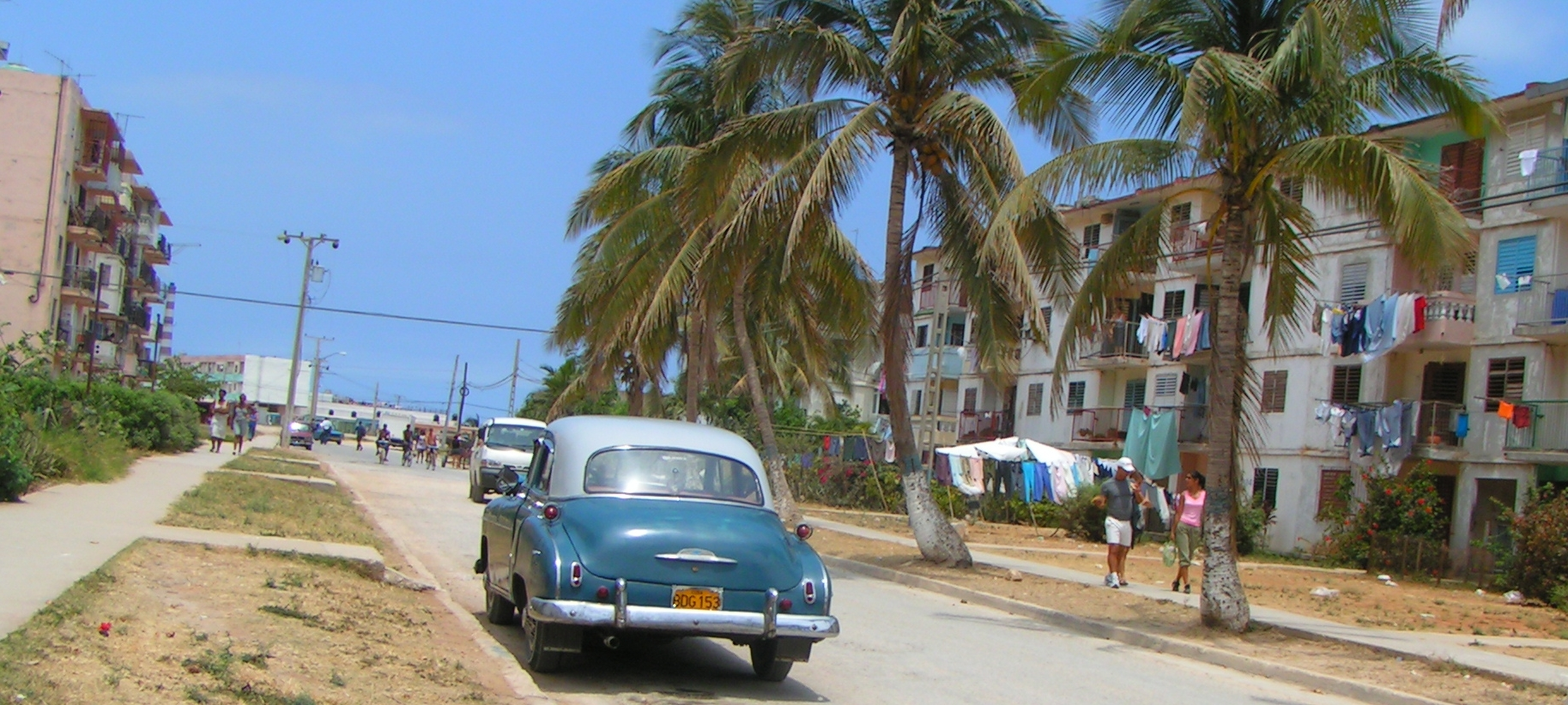
Straße in Santa Cruz del Norte

Santa Cruz del Norte ist ein Municipio in der kubanischen Provinz Mayabeque. Bis 2010 gehörte das Municipio zur aufgelösten Provinz La Habana. Hauptort und Verwaltungssitz des Municipios ist die gleichnamige Stadt Santa Cruz del Norte.

## Municipio Santa Cruz del Norte
Im Jahre 1899 bis 1902 war Santa Cruz del Norte bereits Municipio, wurde dann 1933 endgültig wieder als Municipio geführt. Wesentliche Orte des Municipios sind neben der Stadt Santa Cruz die Orte Jibacoa und Boca Jaruco. Die Größe des Municipios ist 131 km².

## Stadt Santa Cruz del Norte
Die Stadt Santa Cruz del Norte wurde im Jahre 1800 gegründet. Wesentlich für die Stadtgründung war die Lage an der Flussmündung des Santa Cruz Flusses, dadurch bedingt die Ansiedlung der Fischerei, später der Zuckerrohrplantagen und der Zuckerfabrik, die heute den Namen „Camillo Cienfuegos“ trägt. Im Jahre 1919 wurde am östlichen Ufer des Flusses die Rumbrennerei „Habana Club“ gegründet, welche heute noch verschiedene Sorten Rum unter dem Namen Havana Club vermarktet.
Die Stadt Santa Cruz del Norte besteht heute aus zwei Teilen, dem alten Ort Santa Cruz del Norte und dem Neubaugebiet, welches westlich des alten Ortes liegt. Das Neubauviertel bewohnen heute mehr Personen als die eigentliche Altstadt. Die Gebäude wurden von den Microbrigadas – freigestellten Arbeitern aller Qualifikationen – der regionalen Betriebe errichtet, somit leben auch vorwiegend Beschäftigte dieser Betriebe in den Blöcken dieses Gebietes.
Santa Cruz del Norte ist heute einer der industriellen Vororte von Havanna und war einmal als sozialistische Mustersiedlung geplant.

## Industrie
Im Municipio sind folgende größere Betriebe angesiedelt:

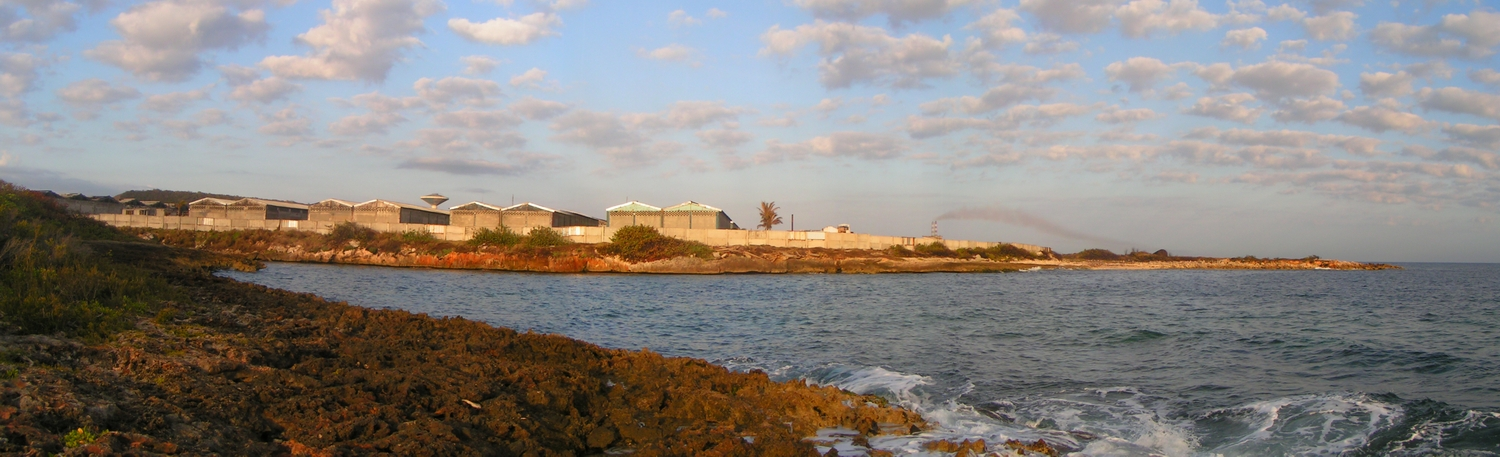
Rumfabrik Habana Club

- Rumfabrik Habana Club – hier werden die weißen Rumsorten und Liköre der Marke Havana Club hergestellt, dunkle Rumsorten, vorwiegend aus Oriente stammend, und abgefüllt
- Kraftwerk „Nueva CTE Habana“ – Santa Cruz del Norte – ein an der Via Blanca gelegenes Kraftwerk auf Masutbasis mit einer installierten Leistung von 300 MW russischer Bauart
- Empresa de Petroleo del Este – Erdölforderbetrieb des Ostens – die Felder liegen zwischen Guanabo und Santa Cruz, ebenfalls von der Via Blanca sichtbar. In Boca Jaruco befinden sich die Zwischenlager für das geförderte Erdöl.
- ehemalige Zuckerfabrik Camilo Cienfuegos, gegründet als Central Hershey – oberhalb von Santa Cruz gelegen, die diese Fabrik umgebende Siedlung und einige Neubauten bilden einen Ortsteil der Stadt.
- Spanholzplattenwerk Santa Cruz – neben der Zuckerfabrik gelegen und nutzt die Zuckerrohrabfälle, Bagaso, für die Plattenherstellung
- Papier- und Kartonfabrik Santa Cruz – gegenüber der Rumfabrik gelegenes Werk, in dem ebenfalls Zuckerrohrrückstände verarbeitet werden.
- Fischerei – von Santa Cruz del Norte, Jibacoa und Boca Jaruco aus.

Touristische Einrichtungen befinden sich in größerer Anzahl in Jibacoa, einem Ort 5 km östlich von Santa Cruz.

## Partnerstädte
Santa Cruz del Norte unterhält folgende Partnerschaft:
- Santa Cruz de Tenerife, Spanien (1997)